# 胡果·格勞秀斯
胡果·格勞秀斯（Hugo Grotius，1583年4月10日—1645年8月28日），又译为格老秀斯、格勞秀士，原名许霍·德赫罗特（荷蘭語：Hugo de Groot），出生於荷蘭，基督教護教學者，亦為國際法及海洋法鼻祖，其《海洋自由論》主張公海是可以自由航行，為當時新興的海權國家如荷蘭、英國提供了相關法律原则的基礎，以突破當時西班牙和葡萄牙對海洋貿易的壟斷，並反對炮艦外交。

## 生平
格劳秀斯出生於八十年戰爭下的荷蘭台夫特。他的父親Jan de Groot博學多聞，其就學於萊登大學期間並與名學者尤斯圖斯·利普修斯等相交，並讓自己的兒子自幼浸淫在古典文學、哲學中。格劳秀斯也不負父親期望，八歲就會流暢使用拉丁文，在十一歲以神童之姿進入萊登大學就讀，並在十五歲(1598年)取得博士學位，同年並隨荷蘭首相約翰·范·奧爾登巴內費爾特出使法國。十六歲（1599年）獲得荷蘭律師資格，並出版第一本學術專著  ，其中深入探討新柏拉圖主義作家马尔提亚努斯·卡佩拉的思想。二十一歲(1604年)成為奧蘭治親王拿騷的毛里茨的法律顧問，並於三十歲(1613年)就任為鹿特丹的行政首長。
當時荷蘭因為對约翰·加尔文的预定论的解釋有嚴厲與溫和兩派不同的神學立場。提出溫和主張而引起爭議的是雅各布斯·阿民念，因此溫和派被稱作阿民念派，而嚴厲派則被稱作加尔文派。這場神學爭議後來演變為政治鬥爭，結果加爾文派的政黨（由執政拿騷的毛里茨領導）在此鬥爭中佔了上方，支持阿民念派的首長兼荷省大議長約翰·范·奧爾登巴內費爾特在1618年7月的政變中遭推翻被捕入獄，同為阿民念派的格劳秀斯也與他一同被捕。
1618年11月至1619年5月各省執政召集一個全國會議於多特，除了荷蘭代表外還包括英國、瑞士等地代表。在拿騷的毛里茨主導下，會中判決阿民念派爲有罪，且通過了具加爾文派嚴厲思想色彩的信條。多特會議後奧爾登巴內費爾特隨即被斬首，格劳秀斯則被判終身監禁。直到1621年3月22日才在妻子救援下躲在一只書箱中逃至巴黎。1625年其大作《戰爭與和平法》於巴黎出版。流亡巴黎十年後，格劳秀斯於1631年回到故鄉職律師業，後並為東印度公司雇用，未料政治鬥爭人士仍未罷休，將捉拿格劳秀斯的賞金提高到2000基爾德。格劳秀斯只得於1632年4月復逃亡至德國漢堡。1634年被瑞典伯爵埃克塞尔·乌克森谢纳任用為瑞典駐法國大使，1635起為瑞典協商三十年戰爭的條約。1645年8月28日死於德國北部的羅斯托克。

## 貢獻
格劳秀斯的貢獻主要是在法律方面，特別是海洋法與國際合作方面。他主張公海是可以自由航行的，為荷蘭突破西班牙和英國對海權的壟斷提供理論基礎（《海洋自由論》）。

### 自然法
格劳秀斯把自然法與神學分家，聲稱：「即使我們假設那不可能的事——就是上帝不存在，或是祂不在乎人類之事，自然法都將『保持其有效性』」。他又說：「自然法是如此不可變的，甚至不能被上帝自己來改變」。自然法若不是由上帝所決定的，那它的起源是什麼呢？格勞秀斯認為自然法的起源是人性。若是一個行動是合於人性，就被自然法所允許。若是不合，就不被允許。自然法若是基於人性，那麼人性的基本要求是什麼呢？人性的基本要求有兩方面；一是自我保存的慾求，一是對社會的需要。這兩種需求有時會矛盾，但自然法就要求人在這中間以理性來權衡。所以基於人的自我保存慾求，自然法要求人盡力追求自己的生存與豐富，但是基於人的社會性，自然法也要求人不可侵犯別人所擁有的。
格劳秀斯進一步認為，整個宇宙都受制於自然法之下，即便上帝也不能違反。他寫道：「上帝即不能使二乘二不等於四，故上帝亦不能使一事本為惡者為不惡。」甚至世上根本沒有上帝，或即使有上帝，人間之物也與其無關，自然法也行之有效：格劳秀斯引用很多古代文明（希臘、羅馬、猶太等）神學家、歷史學家、詩人、修辭家與聖經的例子，證明許多事情是「萬民同意」的人性。這種方法論本於亞里斯多德「自然的本質，應從優良的事物中，而非從腐爛的事物中尋找。」

### 意定法
如上所述，格劳秀斯將法律分為自然法與意定法：後者又分三種：一為不依市民權利，而由家父長發佈的。二為依市民權利或政權存在的國內法。三則是格劳秀斯的研究主題：國際法。國際法雖基於自然法，但相異處在後者為永恆不變，前者則會依歷史背景與現實而異。格劳秀斯也主張戰爭不僅應有法，亦未必是不正義的。他竭力自古典學及聖經中引例證明，不是所有戰爭都被自然法與意定法禁止：這兩者只禁止剝奪他人權利與財產的行為。合於正義的戰爭有三類：自衛、恢復、與懲罰。針對懲罰性的戰爭，格劳秀斯引用亞里斯多德與塞內卡對「文明化戰爭」的權威見解，即：反對野蠻人的戰爭是合乎正義的，即便野蠻人未進犯亦同。至於文明國之間，若能不戰，則能以三種和平方式解決：和談會議、約定仲裁、與抽籤解決。

## 神學
在神學方面，他提出了政府救贖論。政府論的要旨如下：上帝為一慈愛君王，祂願意而且能夠無條件寬恕所有悔罪之人，但祂又必須讓人們知道犯罪的後果其實是很嚴重的，好讓人們不再犯罪。因此祂讓基督來到世上公開地為我們受苦而死，來承擔我們犯罪應有的後果。

## 外部連結
- Grotius: On the Laws of War and Peace （页面存档备份，存于）